# Yvon Le Corre
Yvon Le Corre (Saint-Brieuc, 7 de octubre de 1939-Tréguier, 25 de agosto de 2020) fue un pintor y navegante francés. También fue autor de varios libros e historias. 

## Biografía
Le Corre se desempeñó como profesor en Marsella, donde instruyó a Titouan Lamazou e inspiró su pasión por la navegación y los bocetos de viajes. Las expediciones de Le Corre lo llevaron a Irlanda, Marruecos, Portugal, Brasil, Mauritania y la Antártida. Navegó en barcos tradicionales de madera. 
A Le Corre le ofrecieron dos veces ser pintor oficial de la Marina de Francia, que rechazó. También se negó a ser miembro de la Orden de las Artes y las Letras. Lanzó L'Ivre de mer, un boceto dedicado a sus viajes en los numerosos puertos de Bretaña. Ganó el Prix Mémoires de la mer de la Académie de Marine el 8 de marzo de 2012 por este trabajo. 
Le Corre vivió y trabajó en Tréguier. Fue dueño del transporte inglés Girl Joyce, un buque de 150 años que él mismo restauró.
Falleció el 25 de agosto de 2020 a la edad de 81 años.

## Trabajos
- Heureux qui comme Iris (1978)
- Carnet d'Irlande (1987)
- Les Tavernes d'Alcina (1990)
- Antártida (1992)

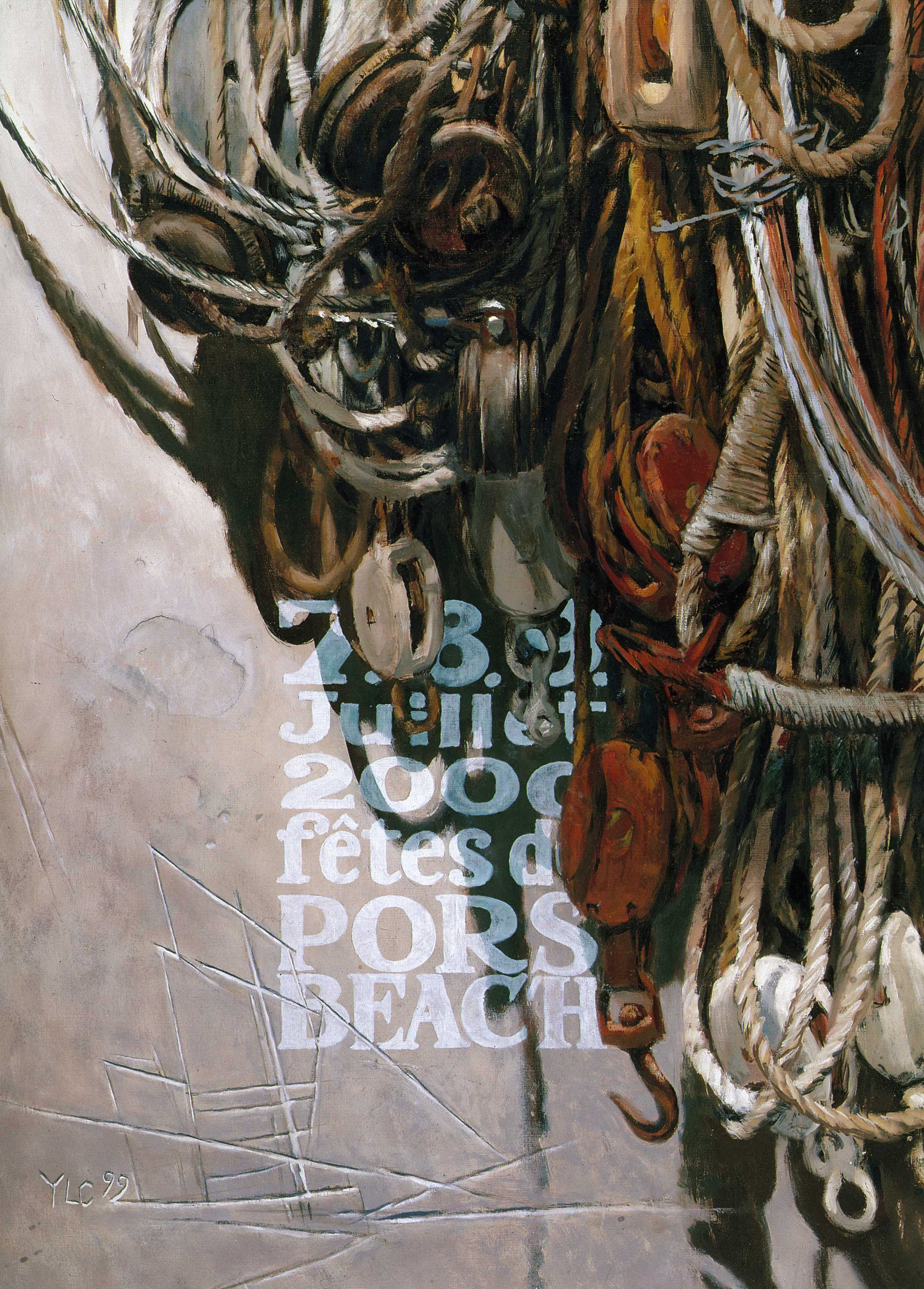
Cartel de Yvon Le Corre para las fiestas marítimas de Logonna-Daoulas

- Irlande. Les Demeures du grand souffle (1994)
- Carnets du littoral. Le Cap Sizun. (1997)
- Les Outils de la Passion (1998)
- Mali Mélo (2000)[4]
- Madagascar, ma terre oubliée (2001)
- Taïeb, une rencontre au désert (2002)
- L'Ivre de mer (2011)
- Azouyadé (2015)